# Pogatschnigg Guido
Pogatschnigg Guido (Szászváros, 1867. július 19. – Temesvár, 1937. március 7.) erdélyi magyar zeneszerző.

## Életútja
A budapesti Zeneakadémián Koessler János, Erkel Gyula, Harrach József tanítványa. A regensburgi egyházzenei főiskola elvégzése után a kalocsai, majd az egri székesegyház főkarnagya. 1908-ban a temesvári Zeneművészeti Iskola igazgatójának nevezték ki. A Magyar Dal társszerkesztője.

## Munkássága
Zeneesztétikai írásai mellett „zenés mesék” szerzője is, ezeket matinék keretében maga adta elő, hogy a gyermekekkel megszerettesse a komolyzenét. Mint zeneszerző 65 misét és közel másfélszáz egyéb egyházzenei művet írt, közülük kiemelkedik a nagyzenekarra írt Ecce Sacerdos és az Ave Maria. Sikert arattak A Kaukázus tündére és a Copf és Paróka című balettjei is. Számos költő, így Csokonai, Petőfi, Heine, Eminescu, Pósa Lajos, Szabolcska Mihály versét zenésítette meg.
Tagja volt a temesvári Arany János Társaságnak, díszkarnagya a Temesvári Dalkörnek s a Zenekedvelők Egyesületének.